# یوروکوپتر فنک
یوروکوپتر (اکنون ایرباس هلیکوپترز) ای‌اس۵۵۰ فنک (اکنون اچ۱۲۵ام) و ای‌اس۵۵۵ فنک ۲ بالگردهای نظامی سبک و چند منظوره هستند که توسط گروه یوروکوپتر (اکنون ایرباس هلیکوپترز) تولید می‌شوند. نام این بالگردها از روباه فنک گرفته شده‌است.

## مشخصات فنی (ای‌اس۵۵۰ سی۳)
داده‌ها از Jane's All The World's Aircraft 2003–2004
ویژگی‌های عمومی
- خدمه: ۲
- ظرفیت: ۴ مسافر
- طول: ۱۰٫۹۳ متر (۳۵ فوت ۱۰ اینچ) (طول بدنه)، ۱۲٫۹۴ متر (۴۲ فوت ۶ اینچ) (طول کلی، در حالت چرخش ملخ‌ها)
- ارتفاع: ۳٫۳۴ متر (۱۰ فوت ۱۱ اینچ)
- وزن خالی: ۱٬۲۲۰ کیلوگرم (۲٬۶۹۰ پوند)
- بیشترین وزن برخاست: ۲٬۲۵۰ کیلوگرم (۴٬۹۶۰ پوند)
- ظرفیت سوخت: ۵۴۰ لیتر (۱۴۳ گالن آمریکایی)
- پیشرانه: ۱ عدد موتور توربوشفت Turbomeca Arriel 2B, ۶۳۲ کیلووات (۸۴۷ اسب بخار کوتاه)   (محدود به ۵۰۰ کیلو وات (۶۷۱ اسب بخار برای برخاست)
- قطر روتور اصلی:  ۱۰٫۶۹ متر (۳۵ فوت ۱ اینچ)
- مساحت روتور اصلی: ۸۹٫۷۵ متر مربع (۹۶۶٫۱ فوت مربع) یک ای‌اس۵۵۰ متعلق به ارتش سلطنتی تایلند مجهز به "HMP POD ۵۰

عملکرد
- حداکثر سرعت: ۲۴۶ کیلومتر بر ساعت (۱۵۳ مایل بر ساعت، ۱۳۳ گره) (بیشینه پیمایش)
- بیشینه سرعت مجاز: ۲۸۷ کیلومتر بر ساعت (۱۷۸ مایل بر ساعت، ۱۵۵ گره)
- بُرد: ۶۴۸ کیلومتر (۴۰۳ مایل، ۳۵۰ مایل دریایی)
- حداکثر ارتفاع: ۵٬۲۸۰ متر (۱۷٬۳۲۰ فوت)
- نرخ صعود: ۱۰٫۳۰ متر بر ثانیه (۲٬۰۲۸ فوت بر دقیقه)

تسلیحات

Provision for:
- 20 mm Giat M621 cannon
- اف‌ان ارستال twin 7.62 mm or 12.7 mm machine gun pods

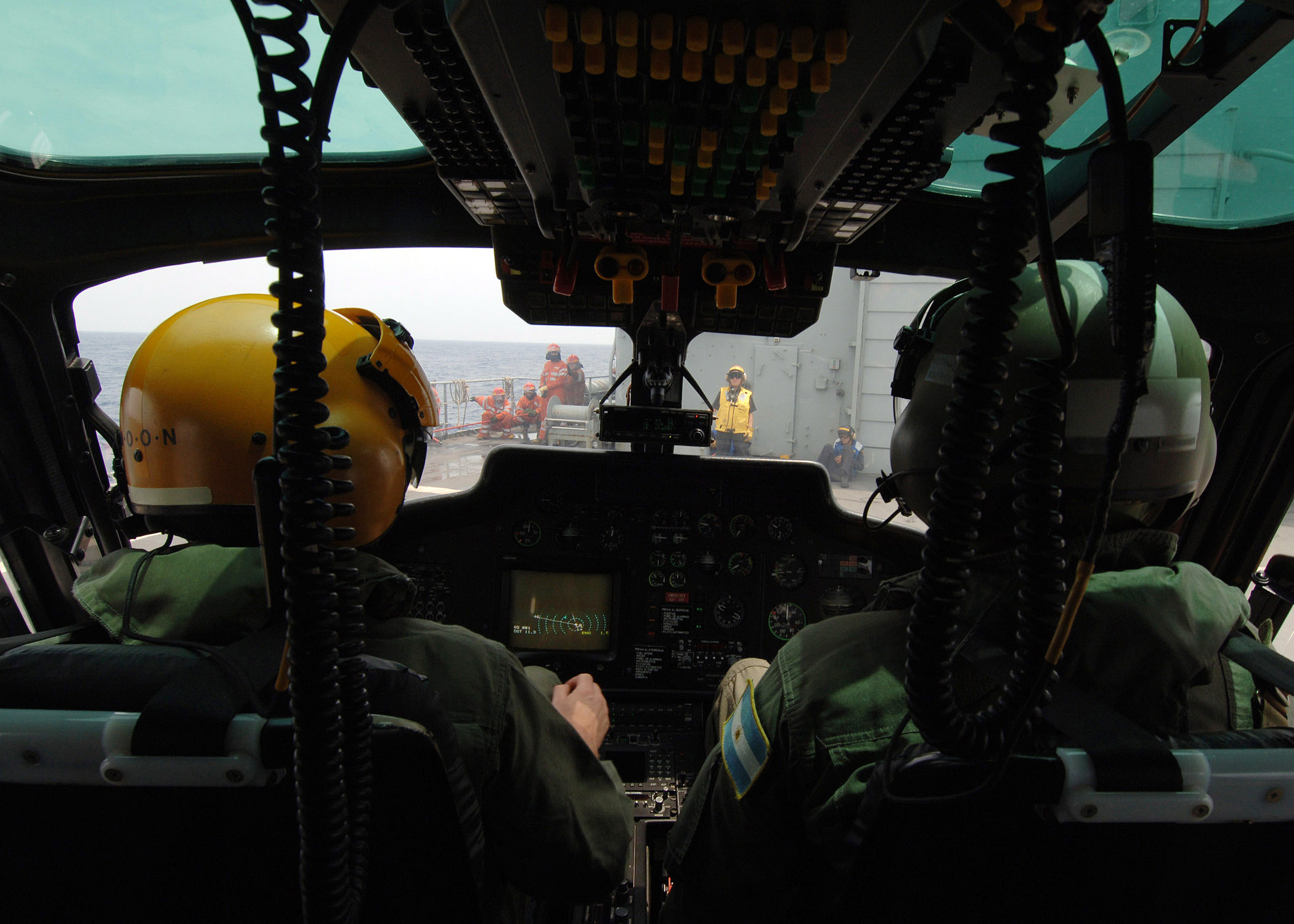
کابین خلبان یک ای‌اس ۵۵۵

- 7 x 70mm (2.75") Forges de Zeebrugge rocket launcher FZ220[۳] or 12 x 68 mm Thales Brandt rockets
- موشک ضدتانک بی‌جی‌ام-۷۱ تاو

### کتابشناسی - فهرست کتب
- Jackson, Paul. Jane's All The World's Aircraft 2003–2004. Coulsdon, UK:Jane's Information Group, 2003. شابک ‎۰-۷۱۰۶-۲۵۳۷-۵ISBN 0-7106-2537-5.